# Elbow Peak
L'Elbow Peak (in lingua inglese: Picco del gomito) è un picco roccioso antartico, alto 1.195 m, situato alla piega più meridionale del Berquist Ridge, una dorsale del Neptune Range, nei Monti Pensacola in Antartide.
Il picco roccioso è stato mappato dallo United States Geological Survey (USGS) sulla base di rilevazioni e foto aeree scattate dalla U.S. Navy nel periodo 1956-66.
La denominazione è stata assegnata dall'Advisory Committee on Antarctic Names (US-ACAN) in relazione alla posizione occupata dal picco roccioso nella dorsale montuosa.